# Карапетянц, Николай Карапетович
Николай Карапетович Карапетянц (22 января 1942 год — 2005) — учёный, специалист в области интегральных операторов и смежных областях анализа.

## Биография
Николай Карапетянц родился 22 января 1942 года в Ростове-на-Дону. В 1959 году окончил школу и поступил на физико-математический факультет Ростовского государственного университета. В этот период в университете преподавал профессор Ф. Д. Гахов, который создал кафедру дифференциальных уравнений, а на самом факультете стал проводиться семинар по функциональному анализу. Семинар проводился под руководством М. Г. Хапланова, и И. И. Воровича.
Во время обучения в университете Николай Карапетянц проводил научные исследования, его первая работа относилась к теории краевых задач аналитических функций в пространствах обобщённых функций. Она была сделана на пятом курсе обучения и опубликована в 1965 году. После окончания университета Николай Карапетович поступил в аспирантуру, но обучение пришлось прервать из-за призыва в армию. Через год был демобилизован и продолжил учёбу в аспирантуре, его руководителем был профессор В. С. Рогожин.
В 1969 году Николай Карапетянц защитил кандидатскую диссертацию. Он стал работать на кафедре дифференциальных уравнений Ростовского государственного университета. Вначале в должности ассистента, со временем занял должность профессора, был заведующим кафедрой.
Совместно со Стефаном Георгиевичем Самко написал монографию «Уравнения с инволютивными операторами и их приложения».
С 1998 по 2005 год был заведующим кафедрой дифференциальных и интегральных уравнений Ростовского государственного университета.
В 1989 году в Тбилиси Николай Карапетянц в Институте математики им. А. М. Размадзе защитил докторскую диссертацию «Интегральные операторы свертки и с однородными ядрами с переменными коэффициентами».
Николай Карапетянц был одним из первых учёных, кто начал исследования в области нормализации нормально неразрешимых операторов. Он выступал в Армении, России, Германии, Мексике, Белоруссии, Португалии на конференциях.
Николай Карапетович Карапетянц умер в 2005 году.